# Film de Partisans
L’appellation film de Partisans (en serbo-croate : Partizanski film) désigne un sous-genre de films de guerre réalisés en République fédérative socialiste de Yougoslavie pendant les années 1960, 1970 et 1980. 
Dans le sens le plus large, les principales caractéristiques des films de partisans sont que l'histoire est située en Yougoslavie pendant la Seconde Guerre mondiale et que les principaux protagonistes sont des Partisans yougoslaves, tandis que les antagonistes sont les forces ennemies de l'Axe nazi et leurs collaborateurs.